# 성암초등학교 (경북)
성암초등학교는 대한민국 경상북도 경산시 중산동에 있는 공립 초등학교이다.
2019년 3월에 중산지구의 펜타힐즈 새 부지의 학교로 이전하였다.

## 학교 연혁
- 2003-09-01 성암초등학교 개교 20학급 편성(전교생 705명)
- 2003-09-01 제1대 정웅기 교장 취임
- 2005-03-01 운동장 우레탄 공사 완공 (국민체육진흥공단 지원)
- 2006-03-01 제 2대 김두환 교장 취임
- 2007-03-01 제 3대 서영기 교장 취임
- 2009-03-01 제 4대 전태일 교장 취임
- 2014-03-01 제 5대 손진구 교장 취임
- 2015-03-01 제 6대 임창영 교장 취임
- 2016-03-01 제 7대 손기락 교장 부임
- 2018-03-01 제 8대 박상준 교장 부임
- 2019-03-01 25학급 편성(전교생 696여명) * 병설유치원 3학급 편성(60명)
- 2019-03-01 펜타힐즈로 학교 부지 이전